# Kapustňák senegalský
Kapustňák senegalský (Trichechus senegalensis) je velký vodní savec žijící podél západního pobřeží Afriky. Jedná se o nejméně známý druh ze všech sirén, o jeho životě se toho ví jen velice málo.
Jedná se o velkého živočicha, který měří obvykle 3 až 4 (výjimečně až 4,5) m a váží do 500 kg. Jeho životním prostředím je teplá mělká voda při pobřeží, řeky a bažinaté oblasti. Na severu jeho areál ohraničuje řeka Senegal, na jihu Cuanza ve státě Angola. Kapustňáci jsou býložravci, živí se vodní vegetací a mangrove. Aktivní jsou převážně v noci. Dožívá se zřejmě až 30 let. Jejich přirozenými nepřáteli jsou krokodýli a žraloci, jejich populace je nicméně nejvíc ohrožena člověkem. V některých oblastech jsou loveni pro maso, jsou též považováni za škůdce rýžových polí. Celkový počet jedinců je Mezinárodním svazem ochrany přírody odhadován na cca 10 000 a druh má status zranitelný.

### Externí odkazy

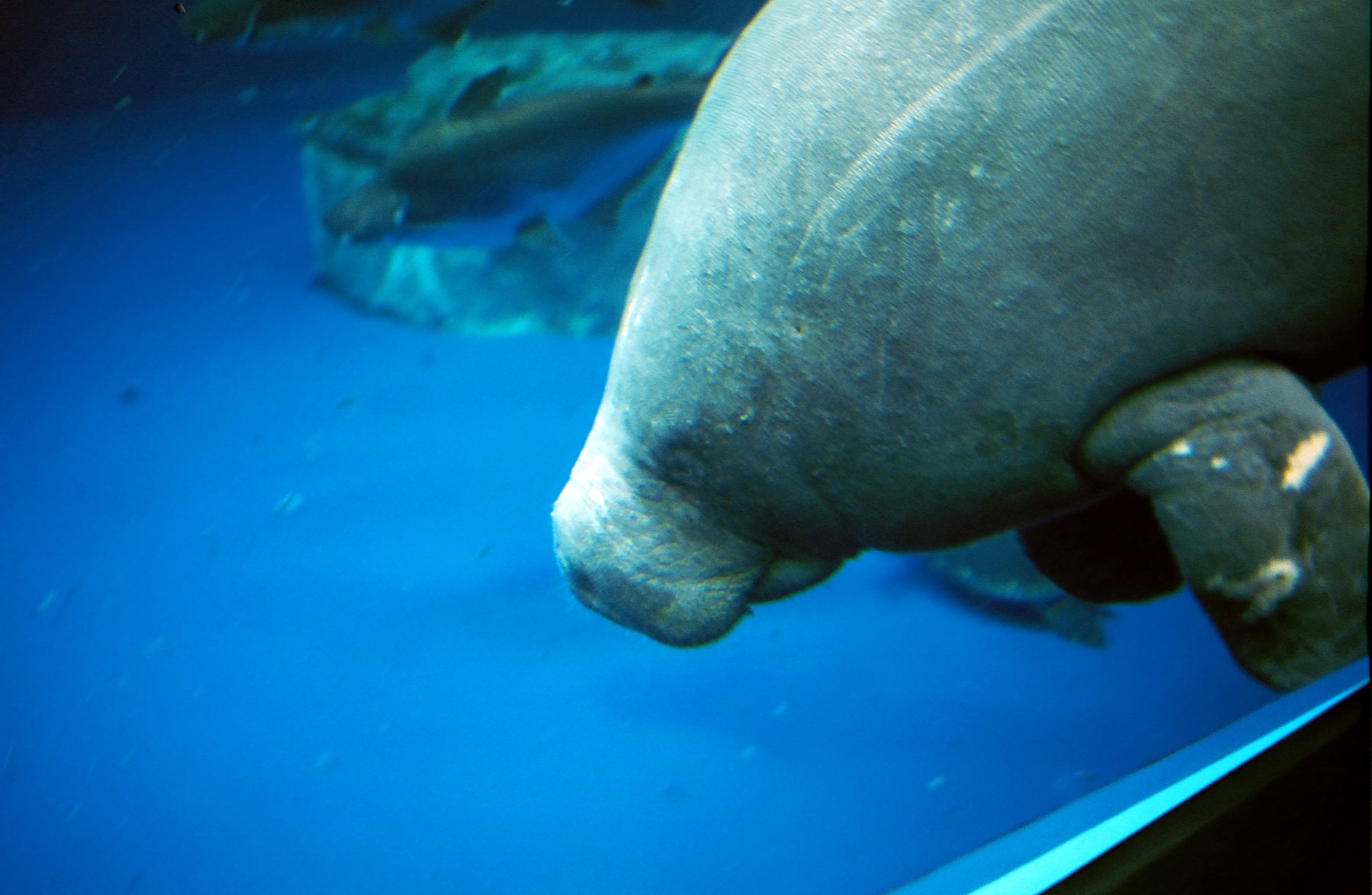